# Ned 'n Edna's Blend
Ned 'n Edna's Blend, titulado La unión de Ned y Edna en España y El matrimonio de Ned y Edna en Hispanoamérica, es el vigesimoprimer episodio de la vigesimotercera temporada de la serie de televisión animada Los Simpson, estrenado originalmente en la cadena Fox en Estados Unidos el 13 de mayo de 2012. Jeff Westbrook escribió el episodio, mientras que la dirección quedó a cargo de Chuck Sheetz. Cuenta con una claymation hecha por los Chiodo Brothers, representando una pesadilla premonitoria que tiene Ned Flanders. En el episodio, Homer consigue el papel de Jesús en una obra de la Pasión de Cristo y la ciudad se entera del matrimonio entre Ned y Edna. Fue visto por cuatro millones de espectadores estadounidenses y recibió críticas mixtas a lo positivo.

## Sinopsis
Chazz Busby inicia audiciones de actores para una producción de la Pasión de Cristo. Ned audiciona para repetir su papel (por quinto año consecutivo) como Jesús, pero es rechazado cuando Chazz no ve suficiente potencial en él. Homer oye a Chazz hablando a Flanders y pide asumir el papel de Jesús, el cual obtiene. Homer aturde a la audiencia con su actuación y todo va bien hasta que la cruz que Homer está ligado al encaje cae directamente sobre Flanders, golpeando su cabeza y siendo llevado en la ambulancia al hospital. Antes de que la ambulancia acelere, Edna desea hablar con Ned antes de irse, pero está prohibido, ya que solo se permiten miembros de la familia. A continuación, Edna revela que ella es la esposa de Ned, la pareja se había casado secretamente (y los únicos invitados fueron los padres de Ned).
A medida que la noticia del casamiento de Ned y Edna se extiende por la ciudad, Marge ofrece una fiesta para su matrimonio y ambos están de acuerdo. Mientras Ned está en una reunión de apoyos para zurdos, Edna va a una de las reuniones de padres y maestros de Rod y Todd. Ella se disgusta por la falta de educación en su escuela y los transfiere a la Escuela Primaria de Springfield. Esa noche, Flanders tiene un sueño en el que Rod y Todd no lo hacen con sus expectativas. En el día de la fiesta, Edna y Ned entran en una pelea sobre la moda y el nuevo vocabulario de Rod y Todd (Rod dice «Dad, you need to chillax»/«Relájate, papi»). Molesta, Edna se va con los niños y deja a Flanders con los Simpson por la noche.
Ned ve a Homer y Marge enredarse en una pelea y se da cuenta de que siempre habrá cosas que él y Edna nunca estarán de acuerdo. Flanders acude a la escuela y él y Edna se reconcilian. Al final, Homer, vestido en traje de Jesús, abre el Sleazy Sam (el cual en los créditos de apertura fue el anuncio publicitario), un banco de crédito alquiler y afirma ser el verdadero Jesús hasta que Dios lo electrocuta con un rayo (y no por primera vez).
El tema de los cortos «The Adventures of Ned Flanders» del episodio «The Front», con letras añadidas y una remezcla de rap, aparece en los créditos finales.

## Lanzamiento
El episodio se transmitió a través de la cadena Fox en los Estados Unidos el 13 de mayo de 2012. Fue visto por aproximadamente cuatro millones de personas durante la emisión y obtuvo una cuota de pantalla de 1,9/6 dentro de la franja demográfica de 18 a 49 años, lo que significa que 1,9 por ciento de las personas de edades comprendidas entre 18 y 49 vieron el episodio. Fue el tercer programa más visto en el grupo de Fox Animation Domination, teniendo más espectadores que The Cleveland Show (2,79 millones) y Bob's Burgers (3,63 millones) pero detrás de Padre de familia y American Dad, que tuvieron un total de 4,94 y 4,12 millones de espectadores respectivamente.

## Recepción
El episodio recibió críticas positivas. Rowan Kaiser de The A. V. Club dio al episodio una calificación de «B+», diciendo: «En retrospectiva, es fácil decir que Los Simpson comercializa la relación 'Nedna' de una manera lamentable. Creando el nombre de relación inmediatamente, y convertirla en una trampa de final/votación, el programa lo hizo como un grito desesperado de relevancia (Marge admite tácitamente como mucho, cuando ella dice '¡No votar!' a Homer). Pero como el episodio de esta noche demostró, la relación de Ned/Edna había permitido desarrollar más orgánicamente, lejos de las campanas y silbatos extratextuales, podría haber sido y aún podría ser, algo que no induce una vergüenza inmediatamente». Posee una calificación de 6,7/10 en Internet Movie Database, mientras que en TV.com 7,9/10.